# الکساندرس یاکویچ
الکساندرس یاکویچ (لتونیایی: Aleksandrs Jackēvičs؛ زادهٔ ۲۵ مارس ۱۹۵۸) جودوکار لتونیایی‌تبار اهل شوروی بود.